# Frota L do Metrô de São Paulo

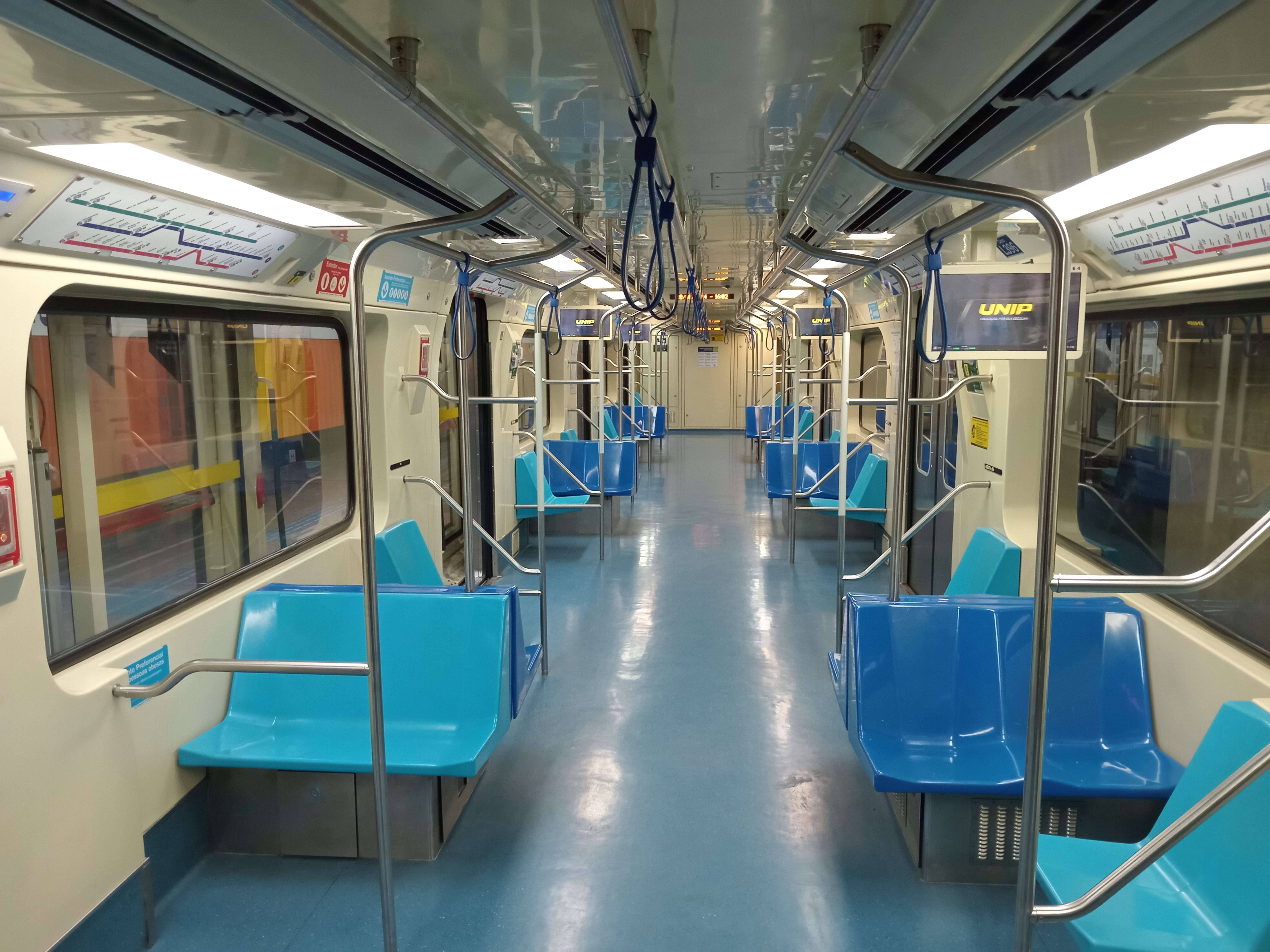

A Frota L do Metrô de São Paulo é uma série de TUEs reformados da Frota D, originalmente construída pela Mafersa. É composta por 22 trens, de identificação L26 a L47, antes da reforma usavam a identificação D26 a D47.

## História

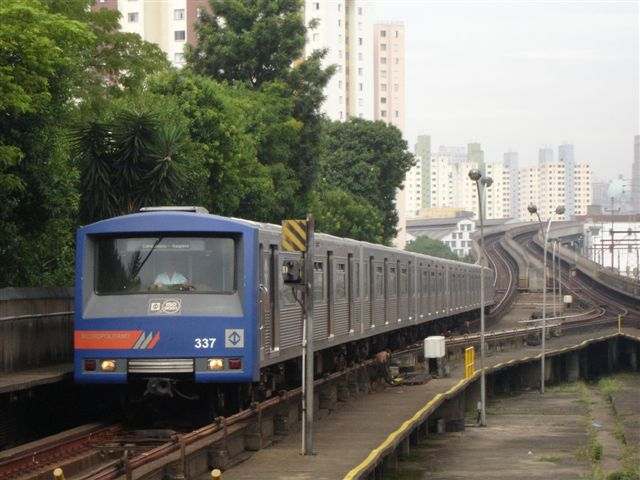
A Frota D, que viria a ser a atual Frota L após seu processo de modernização no início da década de 2010.

A Frota L é um conjunto de trens modernizados da Companhia do Metropolitano de São Paulo. Antiga Frota D, com a deterioração destes, principalmente por seu uso constante na superlotada Linha 3-Vermelha, foram reformados por um consórcio composto pela francesa Alstom e pela brasileira IESA. Essa modernização também atingiu as composições de Frota A e C, tendo início em 2011 e fim em 2018, com a entrega do último trem reformado, o J35, antigo A35, pelo consórcio BTT.
As primeiras unidades da frota operaram entre 2011 à 2017 na Linha 3-Vermelha, sendo posteriormente realocadas para a Linha 1-Azul, onde operam quase todas as composições. Em abril de 2021 um trem da frota L, composição L43, começou a prestar serviços pela Linha 2-Verde.

## Características

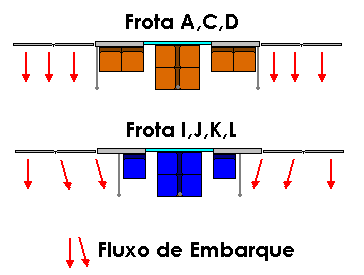
A modernização dos trens da Companhia do Metrô trouxe diversos benefícios ao sistema, como uma maior capacidade de carregamento, advinda da redução do número de assentos.

A modernização dos antigos trens do Metrô de São Paulo trouxe diversos benefícios, principalmente em relação ao consumo de eletricidade:
Os motores da frota foram trocados, passando a operar em corrente alternada e controle microprocessado, contra os antigos em corrente contínua e sistema Chopper. Além de facilitar sua manutenção, isto gerou tal economia de energia que, mesmo com a adição de ar-condicionado no salão de passageiros e cabine de condução, os trens continuaram a usar quantidade similar de eletricidade em relação aos antigos com ventilação convencional.
Além disso, foi atualizada a comunicação visual das composições, com troca de máscaras e pintura, adicionados equipamentos para melhor informar os passageiros, como placas próximas às portas iluminadas com LEDs informando estações percorridas e próxima estação, painéis de mensagem variável em LED e lâmpada sobre as portas alertando usuários surdos ou com deficiências auditivas de seu iminente fechamento e instalados novos sistemas de segurança e supervisão, além de atualizado o sistema de sinalização. Também foi realizada uma revisão geral nos truques de todos os vagões, instalados monitores de LCD nos tetos dos carros, implantação de sistema de combate a incêndios e modernizado o sistema pneumático.